# Terreinklaring
Met terreinklaring (Engels: terrain clearance) wordt in de luchtvaart de verticale afstand tot de grond bedoeld. Als men weet hoe hoog het terrein boven de zeespiegel ligt, dan kan men de terreinklaring of afstand tot de grond kennen door het verschil te maken van de vlieghoogte en die terreinhoogte.
In een vliegtuig kan de afstand tot het (onderliggende) terrein gemeten worden door een radiohoogtemeter. Niet elk vliegtuig is met een dergelijk instrument uitgerust.